# Megacyllene hoffmanni
Megacyllene hoffmanni là một loài bọ cánh cứng trong họ Cerambycidae.